# Guignardia miribelii
Guignardia miribelii är en svampart som beskrevs av Aa 1975. Enligt Catalogue of Life ingår Guignardia miribelii i släktet Guignardia,  och familjen Botryosphaeriaceae, men enligt Dyntaxa är tillhörigheten istället släktet Guignardia,  och familjen Mycosphaerellaceae. Arten är reproducerande i Sverige. Inga underarter finns listade i Catalogue of Life.